# Шапоревка
Шапоревка — левый приток реки Трубеж, протекающий по Климовскому району (Брянская область, Россия).

## География
Длина — 10 км. Площадь бассейна — 53,7 км². Русло реки (отметки уреза воды) в устье находится на высоте 137,4 м над уровнем моря.
Русло извилистое. Пойма занята лугами и заболоченными участками, местами с лесами.
Берёт начало западнее бывшего посёлка Пристанционный и остановочной платформы Новоропск. Река течёт на юго-запад. Впадает в Трубеж (на 22-м км от её устья) юго-восточнее села Чолхов.
Притоки (от истока к устью): безымянные ручьи
Населённые пункты на реке (от истока к устью):
1. Ильич[3]
2. Крапивна